# 艾達 (阿肯色州)
艾特（英語：Ida）是位於美國阿肯色州克利本縣的一個非建制地區。該地的面積和人口皆未知。

## 地理
艾特的座標為35°35′17″N 91°55′41″W / 35.58806°N 91.92806°W，而該地的平均海拔高度為304米（即997英尺）。